# Carlos Fernando Savio
Carlos Fernando Savio Viera (n. Montevideo, Uruguay; 1 de mayo de 1978) es un exfutbolista uruguayo, que jugaba como defensa. Militó en 3 diversos ciclos en el Rentistas de la Segunda División de Uruguay. Aparte de jugar en Rentistas, militó también en otros 2 clubes en su carrera, en el Cobresal de Chile y también, en el Tiro Federal de Argentina, que fueron sus 2 equipos en el extranjero, donde fue titular indiscutido en el primer equipo mencionado, que es precisamente en el equipo chileno.                                   

## Clubes
| Club           | País      | Año         |
| -------------- | --------- | ----------- |
| Peñarol        | Uruguay   | 1996 – 1997 |
| Villa Española | Uruguay   | 1998 – 1999 |
| Rentistas      | Uruguay   | 2000 – 2005 |
| Tiro Federal   | Argentina | 2005        |
| Rentistas      | Uruguay   | 2006        |
| Cobresal       | Chile     | 2007        |
| Rentistas      | Uruguay   | 2008 – 2009 |